# Gyeonguiseon
| | |                                             |                                             |
| Streckennummer: | 303 (KR)                                                                                                  |                                             |                                             |
| Streckenlänge: | 56,1 km                                                                                                   |                                             |                                             |
| Spurweite: | 1435 mm (Normalspur)                                                                                      |                                             |                                             |
| Stromsystem: | (Seoul–Munsan) 25 kV / 60 Hz ~                                                                            |                                             |                                             |
| Zweigleisigkeit: | (Viergleisigkeit) Digital Media City–Neunggok (Zweigleisigkeit) Seoul–Digital Media City, Neunggok–Munsan |                                             |                                             |
| | |                                             |                                             |
| \| \| \| Gyeongbu-Linie \| \| \| \| \| AREX \| \| \| \| 0,0 \| Seoul Endhalt AREX, Umstieg zu Seoul U1, U4 \| Seoul Endhalt AREX, Umstieg zu Seoul U1, U4 \| \| \| \| Seoul U1 \| \| \| \| 0,7 \| Seosomun (1930–1944) \| Seosomun (1930–1944) \| \| \| \| Nationalstraße 6 \| \| \| \| 1,8 \| Ahyeonri (1930–1944) \| Ahyeonri (1930–1944) \| \| \| 3,1 \| Sinchon (Seit 1921) \| Sinchon (Seit 1921) \| \| \| \| Sinchon Verbindungslinie \| \| \| \| \| Yongsan-Linie (S-Bahn Gyeongui-Jungang) \| \| \| \| \| AREX \| \| \| \| \| Nationalstraße 48 \| \| \| \| \| Hongje-Cheon \| \| \| \| 5,8 \| Gajwa (Seit 1963) \| Gajwa (Seit 1963) \| \| \| \| \| \| \| \| \| \| \| \| \| \| Bulgwang-Cheon \| \| \| \| \| Nationalstraße 1 \| \| \| \| 7,5 \| Digital Media City Umstieg zu Seoul U6 \| Digital Media City Umstieg zu Seoul U6 \| \| \| 8,1 \| Suseak (Seit 2009) \| Suseak (Seit 2009) \| \| \| 8,5 \| Suseak (Bis 2009) \| Suseak (Bis 2009) \| \| \| \| Susaek Betriebshof \| \| \| \| \| \| \| \| \| \| ↑Seoul/Goyang↓ \| \| \| \| \| AREX \| \| \| \| 11,5 \| Hwajeon (Seit 1954) \| Hwajeon (Seit 1954) \| \| \| \| Changneung-Cheon \| \| \| \| 14,0 \| Gangmae (Seit 2014) \| Gangmae (Seit 2014) \| \| \| 14,9 \| Haengsin (Seit 1996) \| Haengsin (Seit 1996) \| \| \| \| \| \| \| \| \| Goyang Betriebshof \| \| \| \| 16,4 \| Neunggok (Seit 1923) \| Neunggok (Seit 1923) \| \| \| \| \| \| \| \| \| \| \| \| \| \| Ilsan-Linie (Seoul U3) \| \| \| \| 18,2 \| Daegok (Seit 1996) \| Daegok (Seit 1996) \| \| \| \| Gyooe-Linie \| \| \| \| \| \| \| \| \| \| Autobahn 100 (Seoul Ring Expressway) \| \| \| \| 19,9 \| Goksan (Seit 1967) \| Goksan (Seit 1967) \| \| \| 21,5 \| Baengma (Seit 1966) \| Baengma (Seit 1966) \| \| \| 23,2 \| Pungsan (Seit 2009) \| Pungsan (Seit 2009) \| \| \| 25,1 \| Ilsan \| Ilsan \| \| \| 26,8 \| Tanhyeon \| Tanhyeon \| \| \| \| ↑Goyang/Paju↓ \| \| \| \| 28,9 \| Yadang \| Yadang \| \| \| 30,4 \| Unjeong (Seit 1956) \| Unjeong (Seit 1956) \| \| \| \| Gongneung-Cheon \| \| \| \| 33,5 \| Geumneung (Seit 2004) \| Geumneung (Seit 2004) \| \| \| 35,6 \| Geumchon \| Geumchon \| \| \| \| Nationalstraße 1 \| \| \| \| 39,7 \| Wollong (Seit 1998) \| Wollong (Seit 1998) \| \| \| \| Munsan-Cheon \| \| \| \| \| Galgok-Cheon \| \| \| \| 41,9 \| Paju (Seit 1965) \| Paju (Seit 1965) \| \| \| \| Nationalstraße 1 \| \| \| \| \| Munsan Betriebshof \| \| \| \| \| \| \| \| \| 46,3 \| Munsan Endhalt S-Bahn Gyeongui-Jungang \| Munsan Endhalt S-Bahn Gyeongui-Jungang \| \| \| \| Nationalstraße 1 \| \| \| \| \| \| \| \| \| 50,0 \| Uncheon (Seit 2004) \| Uncheon (Seit 2004) \| \| \| \| Nationalstraße 77 \| \| \| \| 52,3 \| Imjingang \| Imjingang \| \| \| \| Imjin-Gang \| \| \| \| 56,1 \| Dorasan \| Dorasan \| \| \| 57,8 \| Jangdan (Bis 1950) \| Jangdan (Bis 1950) \| \| \| \| ↑RK/DVRK↓ \| \| \| \| 63,4 \| Panmun \| Panmun \| \| \| \| P’yŏngbu-Linie \| \| | |                                             |                                             |
| Strecke · Strecke | | Gyeongbu-Linie                              | Gyeongbu-Linie                              |
| Tunnelanfang · Strecke · Strecke von links (im Tunnel) | | AREX                                        | AREX                                        |
| Bahnhof (im Tunnel) · Bahnhof · Kopfbahnhof Streckenende (im Tunnel) | 0,0 | Seoul Endhalt AREX, Umstieg zu Seoul U1, U4 | Seoul Endhalt AREX, Umstieg zu Seoul U1, U4 |
| Strecke nach rechts (im Tunnel) · Strecke | | Seoul U1                                    | Seoul U1                                    |
| ehemaliger Haltepunkt / Haltestelle | 0,7 | Seosomun (1930–1944)                        | Seosomun (1930–1944)                        |
| Strecke mit Straßenbrücke | | Nationalstraße 6                            | Nationalstraße 6                            |
| ehemaliger Haltepunkt / Haltestelle | 1,8 | Ahyeonri (1930–1944)                        | Ahyeonri (1930–1944)                        |
| Bahnhof | 3,1 | Sinchon (Seit 1921)                         | Sinchon (Seit 1921)                         |
| Abzweig geradeaus und ehemals nach links | | Sinchon Verbindungslinie                    | Sinchon Verbindungslinie                    |
| Strecke nach halbrechts und von links (im Tunnel) | | Yongsan-Linie (S-Bahn Gyeongui-Jungang)     | Yongsan-Linie (S-Bahn Gyeongui-Jungang)     |
| Strecke · Strecke von halblinks (im Tunnel) · Strecke von links (im Tunnel) | | AREX                                        | AREX                                        |
| Strecke mit Straßenbrücke · Strecke (im Tunnel) · Strecke (im Tunnel) | | Nationalstraße 48                           | Nationalstraße 48                           |
| Brücke über Wasserlauf | | Hongje-Cheon                                | Hongje-Cheon                                |
| Bahnhof · Bahnhof (im Tunnel) · Strecke (im Tunnel) | 5,8 | Gajwa (Seit 1963)                           | Gajwa (Seit 1963)                           |
| Strecke · Tunnelende · Strecke (im Tunnel) | |                                             |                                             |
| Strecke (im Tunnel) | |                                             |                                             |
| Brücke über Wasserlauf · Brücke über Wasserlauf | | Bulgwang-Cheon                              | Bulgwang-Cheon                              |
| Strecke nach rechts · Strecke nach links · Strecke (im Tunnel) | | Nationalstraße 1                            | Nationalstraße 1                            |
| Haltepunkt / Haltestelle · Strecke · Bahnhof (im Tunnel) | 7,5 | Digital Media City Umstieg zu Seoul U6      | Digital Media City Umstieg zu Seoul U6      |
| Bahnhof · Strecke · Strecke (im Tunnel) | 8,1 | Suseak (Seit 2009)                          | Suseak (Seit 2009)                          |
| ehemaliger Bahnhof · Strecke · Strecke (im Tunnel) | 8,5 | Suseak (Bis 2009)                           | Suseak (Bis 2009)                           |
| Strecke · Betriebs-/Güterbahnhof Streckenende · Strecke (im Tunnel) | | Susaek Betriebshof                          | Susaek Betriebshof                          |
| Tunnelende | |                                             |                                             |
| Grenze · Grenze | | ↑Seoul/Goyang↓                              | ↑Seoul/Goyang↓                              |
| Strecke · Strecke nach links | | AREX                                        | AREX                                        |
| Bahnhof | 11,5 | Hwajeon (Seit 1954)                         | Hwajeon (Seit 1954)                         |
| Brücke über Wasserlauf | | Changneung-Cheon                            | Changneung-Cheon                            |
| Haltepunkt / Haltestelle | 14,0 | Gangmae (Seit 2014)                         | Gangmae (Seit 2014)                         |
| Haltepunkt / Haltestelle | 14,9 | Haengsin (Seit 1996)                        | Haengsin (Seit 1996)                        |
| | |                                             |                                             |
| Strecke · Betriebs-/Güterbahnhof Streckenende | | Goyang Betriebshof                          | Goyang Betriebshof                          |
| Bahnhof | 16,4 | Neunggok (Seit 1923)                        | Neunggok (Seit 1923)                        |
| Abzweig nach halblinks und nach halbrechts | |                                             |                                             |
| Strecke von halblinks · Strecke von halbrechts | |                                             |                                             |
| Kreuzung · Kreuzung | | Ilsan-Linie (Seoul U3)                      | Ilsan-Linie (Seoul U3)                      |
| ehemaliger Haltepunkt / Haltestelle | 18,2 | Daegok (Seit 1996)                          | Daegok (Seit 1996)                          |
| Strecke nach rechts · Strecke nach halbrechts | | Gyooe-Linie                                 | Gyooe-Linie                                 |
| Strecke von halblinks | |                                             |                                             |
| | | Autobahn 100 (Seoul Ring Expressway)        |                                             |
| Haltepunkt / Haltestelle | 19,9 | Goksan (Seit 1967)                          | Goksan (Seit 1967)                          |
| Bahnhof | 21,5 | Baengma (Seit 1966)                         | Baengma (Seit 1966)                         |
| Haltepunkt / Haltestelle | 23,2 | Pungsan (Seit 2009)                         | Pungsan (Seit 2009)                         |
| Bahnhof | 25,1 | Ilsan                                       | Ilsan                                       |
| Haltepunkt / Haltestelle | 26,8 | Tanhyeon                                    | Tanhyeon                                    |
| Grenze | | ↑Goyang/Paju↓                               | ↑Goyang/Paju↓                               |
| Haltepunkt / Haltestelle | 28,9 | Yadang                                      | Yadang                                      |
| Haltepunkt / Haltestelle | 30,4 | Unjeong (Seit 1956)                         | Unjeong (Seit 1956)                         |
| Brücke über Wasserlauf | | Gongneung-Cheon                             | Gongneung-Cheon                             |
| Haltepunkt / Haltestelle | 33,5 | Geumneung (Seit 2004)                       | Geumneung (Seit 2004)                       |
| Bahnhof | 35,6 | Geumchon                                    | Geumchon                                    |
| Strecke mit Straßenbrücke | | Nationalstraße 1                            | Nationalstraße 1                            |
| Haltepunkt / Haltestelle | 39,7 | Wollong (Seit 1998)                         | Wollong (Seit 1998)                         |
| Brücke über Wasserlauf | | Munsan-Cheon                                | Munsan-Cheon                                |
| Brücke über Wasserlauf | | Galgok-Cheon                                | Galgok-Cheon                                |
| Haltepunkt / Haltestelle | 41,9 | Paju (Seit 1965)                            | Paju (Seit 1965)                            |
| Strecke mit Straßenbrücke | | Nationalstraße 1                            | Nationalstraße 1                            |
| Strecke · Betriebs-/Güterbahnhof Streckenanfang | | Munsan Betriebshof                          | Munsan Betriebshof                          |
| | |                                             |                                             |
| Bahnhof | 46,3 | Munsan Endhalt S-Bahn Gyeongui-Jungang      | Munsan Endhalt S-Bahn Gyeongui-Jungang      |
| Brücke | | Nationalstraße 1                            | Nationalstraße 1                            |
| Tunnel | |                                             |                                             |
| Haltepunkt / Haltestelle | 50,0 | Uncheon (Seit 2004)                         | Uncheon (Seit 2004)                         |
| Strecke mit Straßenbrücke | | Nationalstraße 77                           | Nationalstraße 77                           |
| Haltepunkt / Haltestelle | 52,3 | Imjingang                                   | Imjingang                                   |
| Brücke über Wasserlauf | | Imjin-Gang                                  | Imjin-Gang                                  |
| Bahnhof | 56,1 | Dorasan                                     | Dorasan                                     |
| ehemaliger Bahnhof | 57,8 | Jangdan (Bis 1950)                          | Jangdan (Bis 1950)                          |
| Grenze | | ↑RK/DVRK↓                                   | ↑RK/DVRK↓                                   |
| Haltepunkt / Haltestelle | 63,4 | Panmun                                      | Panmun                                      |
| Strecke | | P’yŏngbu-Linie                              | P’yŏngbu-Linie                              |

Die Gyeongui-Linie (koreanisch 경의선 oder 경의본선: Gyeongui-Hauptstrecke) ist eine Eisenbahnstrecke in Südkorea, die Seoul Station mit dem Dorasan verbindet. Sie ist durch die staatliche Eisenbahngesellschaft, Korail betrieben und zwischen Seoul und Munsan gibt es die S-Bahn-ähnliche Bahnstrecke, Gyeongui-Jungang-linie (koreanisch 경의중앙선). Vor 1945 war sie ursprünglich die Bahnstrecke Seoul-Sinuiju und der Name leitet sich von Gyeong aus Gyeongseong (Seoul) und Ui aus Sinuiju ab.

## Geschichte

### Vor 1945
1896 erhielt die französische Gesellschaft Fives-Lille die Konzession von der Regierung der Joseon-Dynastie für die nördliche Strecke Hanseong (Seoul)–Uiju. Aber die Bauarbeit wurde wegen Mangels des Kapitals erst 1902 begonnen und nur der Unterbau mit etwa 10 km konnte ohne Schienenlage aufgebaut werden. Die japanische Armee übernahm die Konzession des Baus für die Vorbereitung des Russisch-Japanischen Kriegs. Folglich wurde die militärische Eisenbahn zuerst fertig gestellt. Nach dem Ende des Kriegs wurde die Linie umgebaut mit den schwereren Schienen, neuen Tunneln und so weiter.
Am 3. April 1906 wurde sie mit der Fertigstellung der Brücken auf dem Cheongchon-Fluss vollständig eröffnet. Der Bahnhof Sinuiju zog am 1. November 1911 auf den gegenwärtigen Ort um und wurde mit der Anfeng-Linie (chinesisch 安奉線, Shendan-Linie) verbunden. Gleichzeitig wurde die Shingishu-Linie von der Hauptlinie geteilt und der bisherige Bahnhof wurde zum Shingishu-Güterbahnhof (koreanisch 신의주하급소역).
Bis zum Jahr 1920 wurde die neue Linie zwischen Gyeongseong und Susaek aufgebaut und die ehemalige Strecke Yongsan–Susaek wurde die Yongsan-Linie genannt. Die internationalen Züge verkehrten in den 1930er und 1940er Jahren von Busan nach Fengtian (Shenyang) über sie. Vor 1945 verbesserte sie sich mit der zweigleisigen Strecke.

### 1945 bis 2000
Nach dem Ende des Zweiten Weltkriegs wurde Korea entlang des 38. Breitengrades getrennt, somit wurde sie in drei Linien aufgeteilt: Gyeongui-Linie, P’yŏngbu-Linie und P’yŏngŭi-Linie. Die Rote Armee hatte die Strecke vom Bahnhof Sariwon bis zum 38. Breitengrad blockiert und im Bereich der Streitkräfte der Vereinigten Staaten wurde die Strecke Yongsan–Toseong (Kaep’ung) betrieben. Aber die Strecke in Südkorea verkürzte sich auf das Intervall Seoul-Munsan nach dem Ende des Koreakriegs und wurde wieder eingleisig.
Die RB-Züge (koreanisch 비둘기호) mit Dampflokomotiven (später Diesellokomotiven) verkehrten einstündig bis zu den 1990er Jahren. Seit 1996 wurden neue Dieseltriebwagen eingeführt, die den Tonggeun-Zug (koreanisch 통근열차) genannt wurden.
Im Juni 2000 kam es zu einem Innerkoreanischen Gipfeltreffen zwischen Kim Jong-il und Kim Dae-jung, wobei die Wiedereröffnung der Linie besprochen wurde.

### Wiederverbindung und Elektrifizierung
Nach dem ersten Treffen der Staatsoberhäupter von Süd- und Nordkorea wurde die Verbindung mit der P’yŏngbu-Linie geplant. Bis 2003 verlängerte sich die Linie wie folgt:
| Datum              | Strecke                       | Länge  |
| ------------------ | ----------------------------- | ------ |
| 30. September 2001 | Munsan−Imjingang              | 6,0 km |
| 11. April 2002     | Imjingang–Dorasan             | 3,8 km |
| 31. Dezember 2002  | Dorasan–Demilitarisierte Zone |        |

Am 17. Mai 2007 wurde das Probefahren auf der Strecke Musan–Kaesŏng ausgeführt.
Am 1. April 2004 erfolgte die erste Elektrifizierung auf der Strecke Seoul-Haengsin für die Eröffnung der KTX-Linie. Bis zum Juli 2009 wurde die Oberleitung auf der Strecke Haengsin-Munsan montiert. Seit dem 1. Juli 2009 verkehren Elektrotriebwagen von Seoul nach Munsan unter dem System der S-Bahn-Linie Gyeongui. Somit wurde die Gyeongui-Linie in Seoul inaktive. Allerdings wurde teilweise ein Park um die innerstädtische Gyeongui-Linie in Seoul geschaffen, mit einigen Denkmälern. 

## Galerie

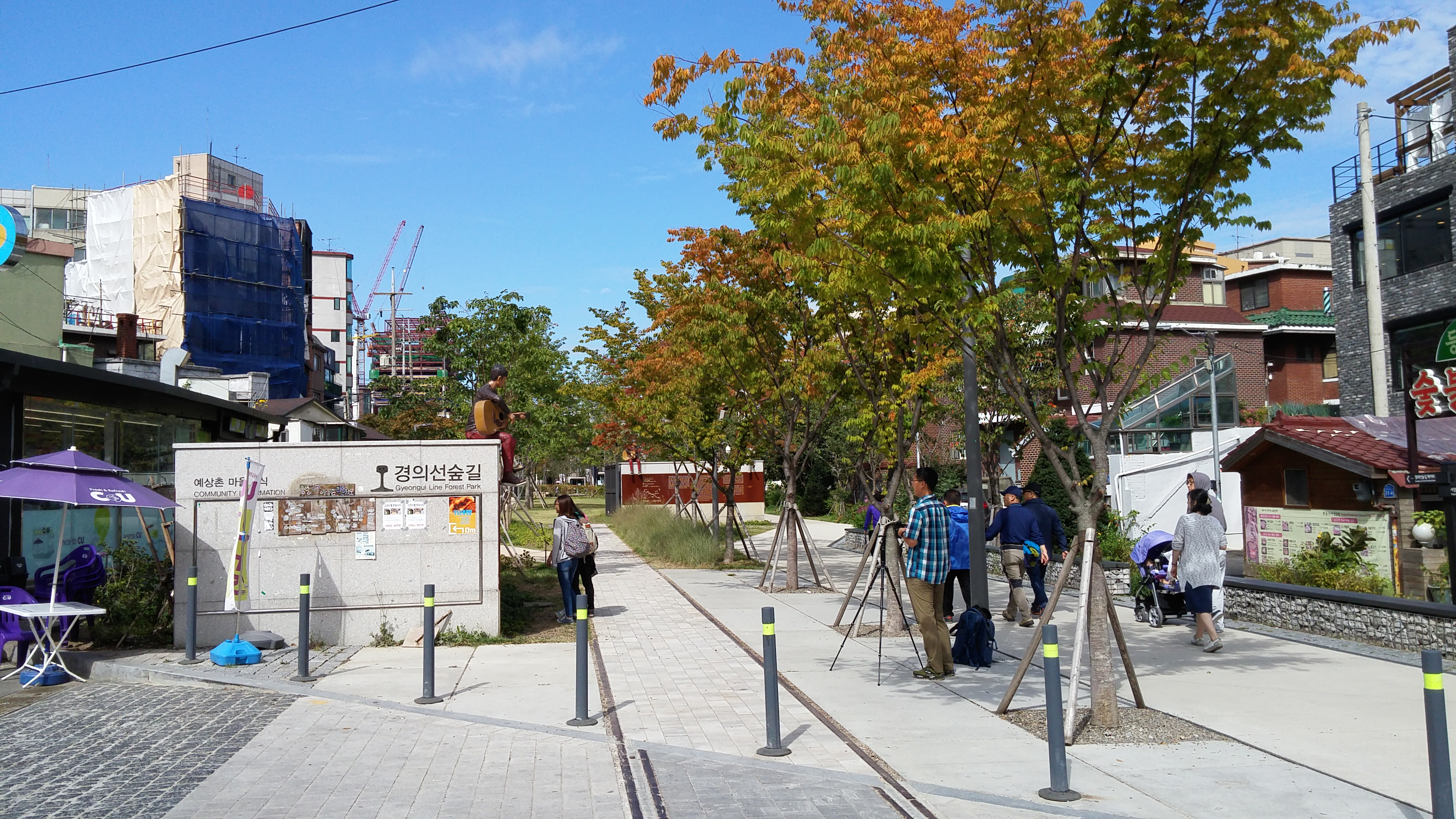
Waldpark entlang der ehemaligen Gyeongui-Linie bei Hongdae
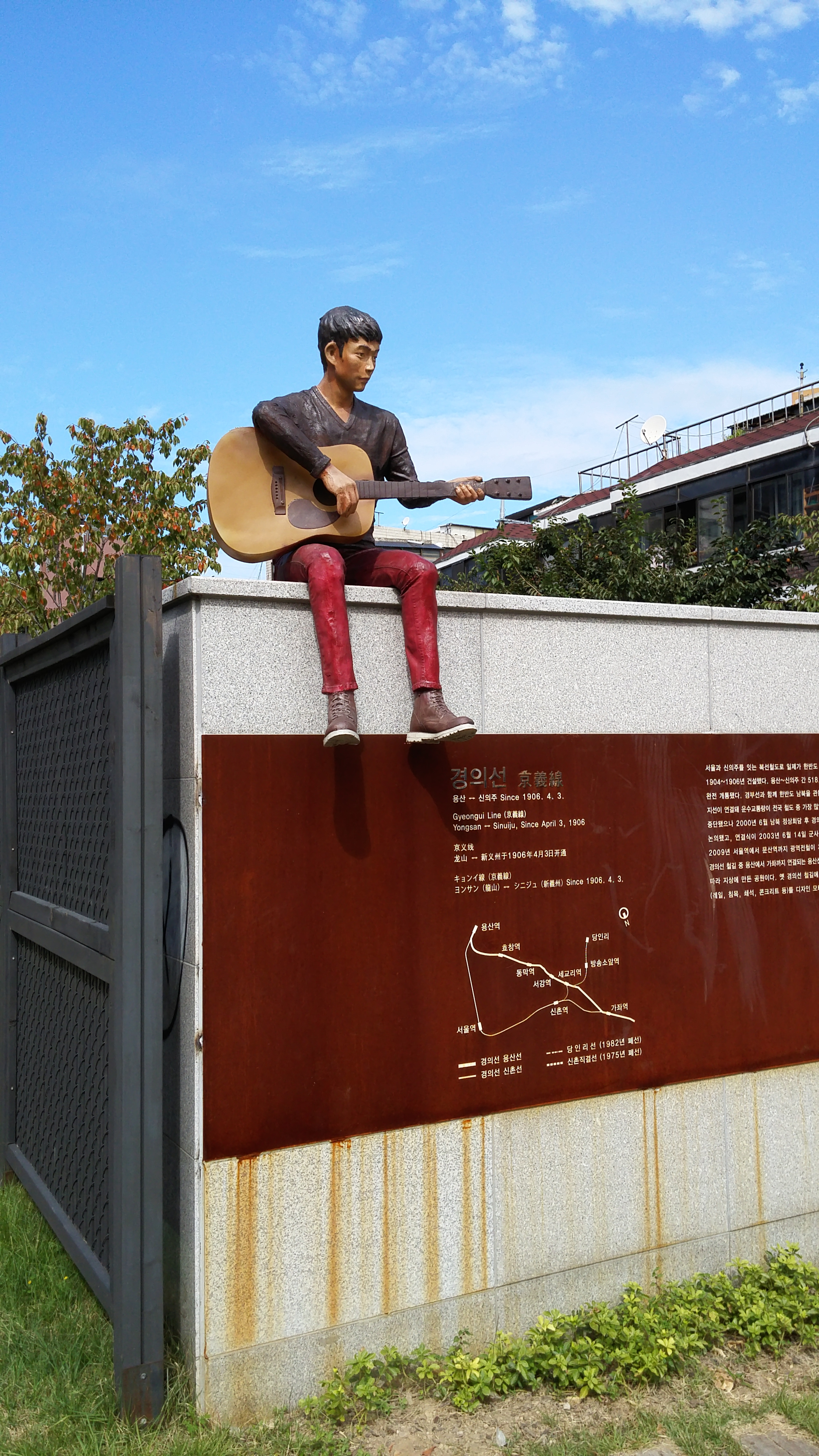
Gyeongui-Park bei der Kreuzung zur Ttaeng-ttaeng-Straße
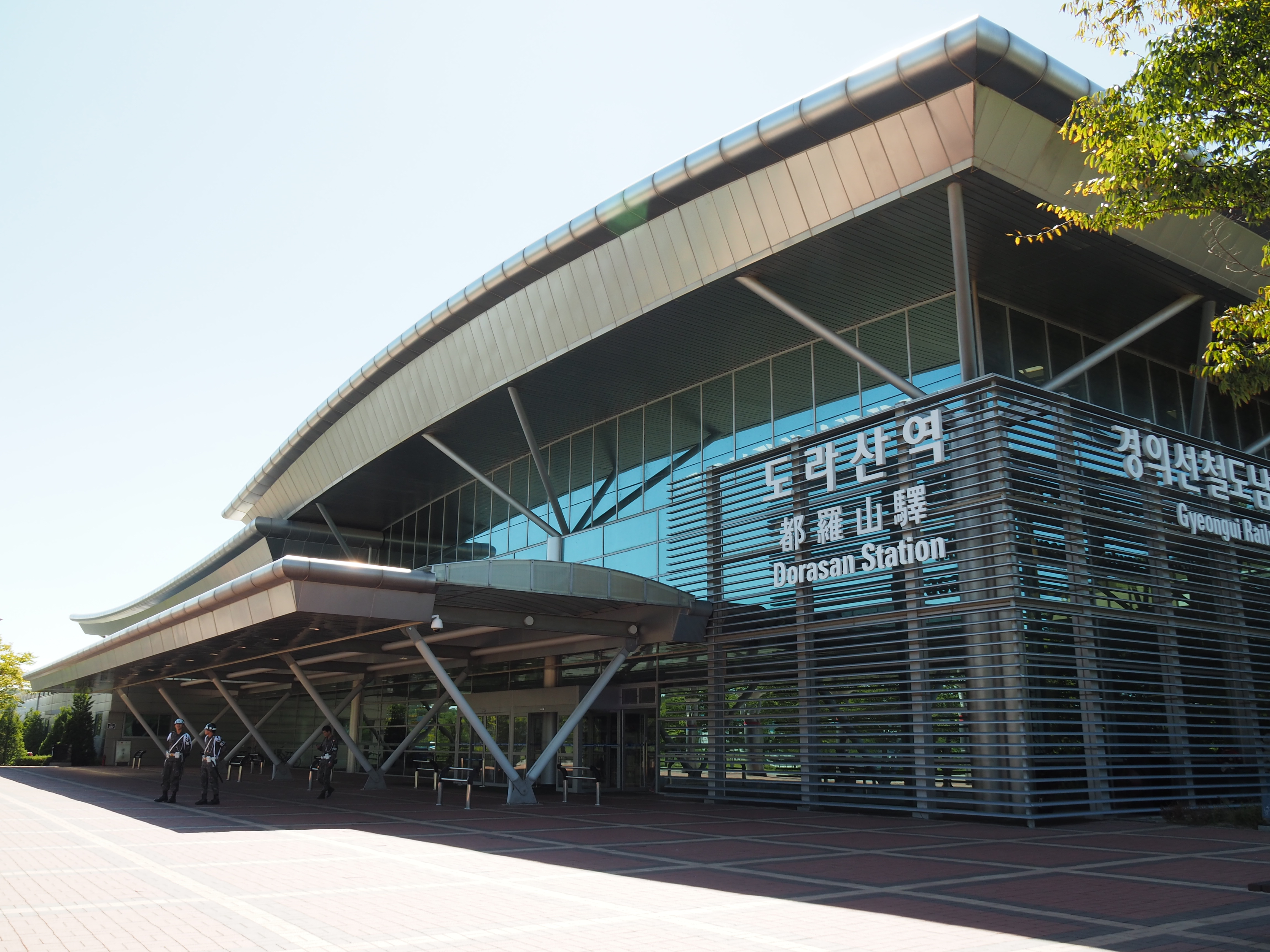
Dorasan Station, der letzte Bahnhof vor Nordkorea
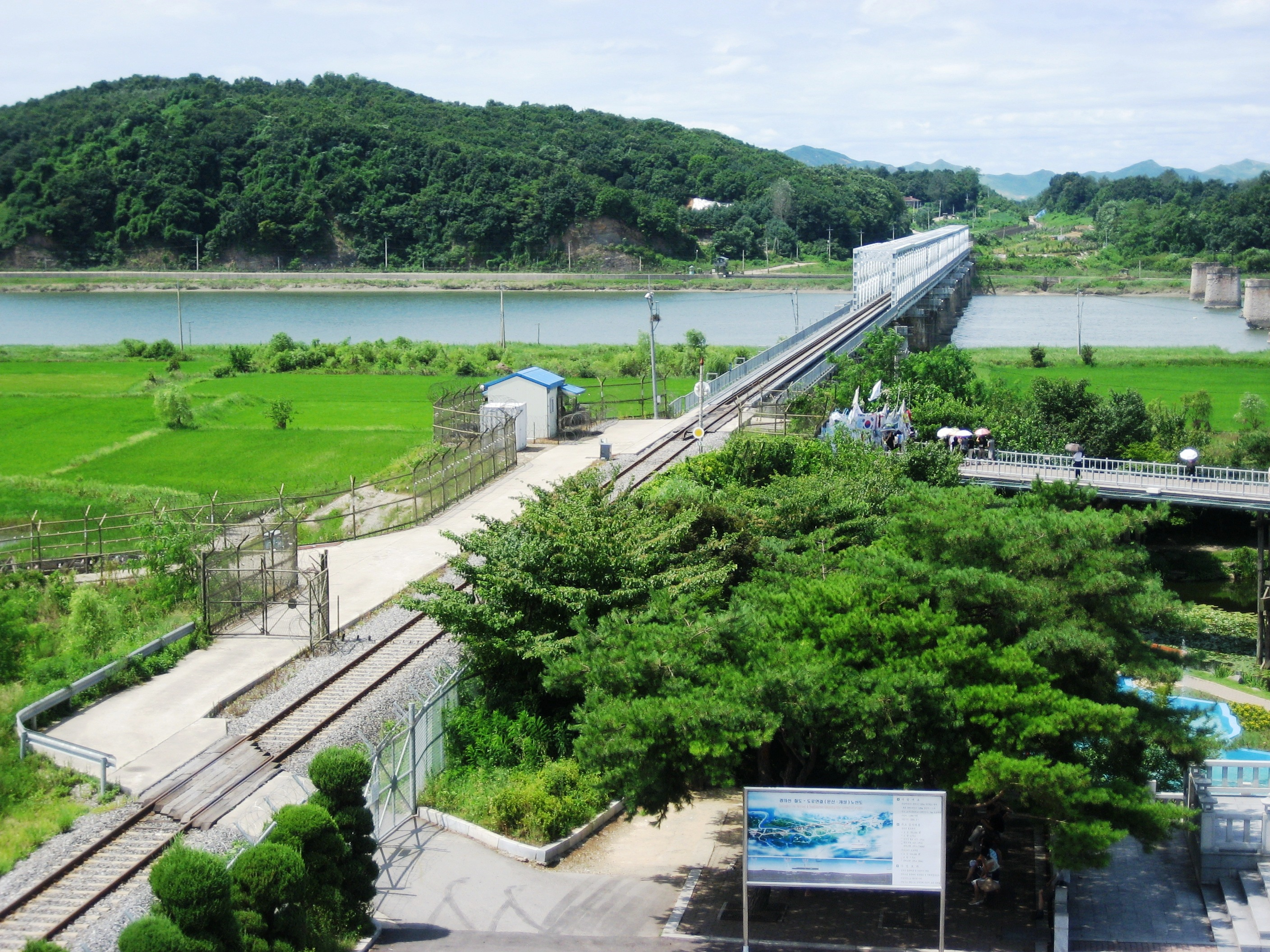
Die Zugbrücke über den Fluss Imjin bei Paju